# St. Martinus (Schlich)

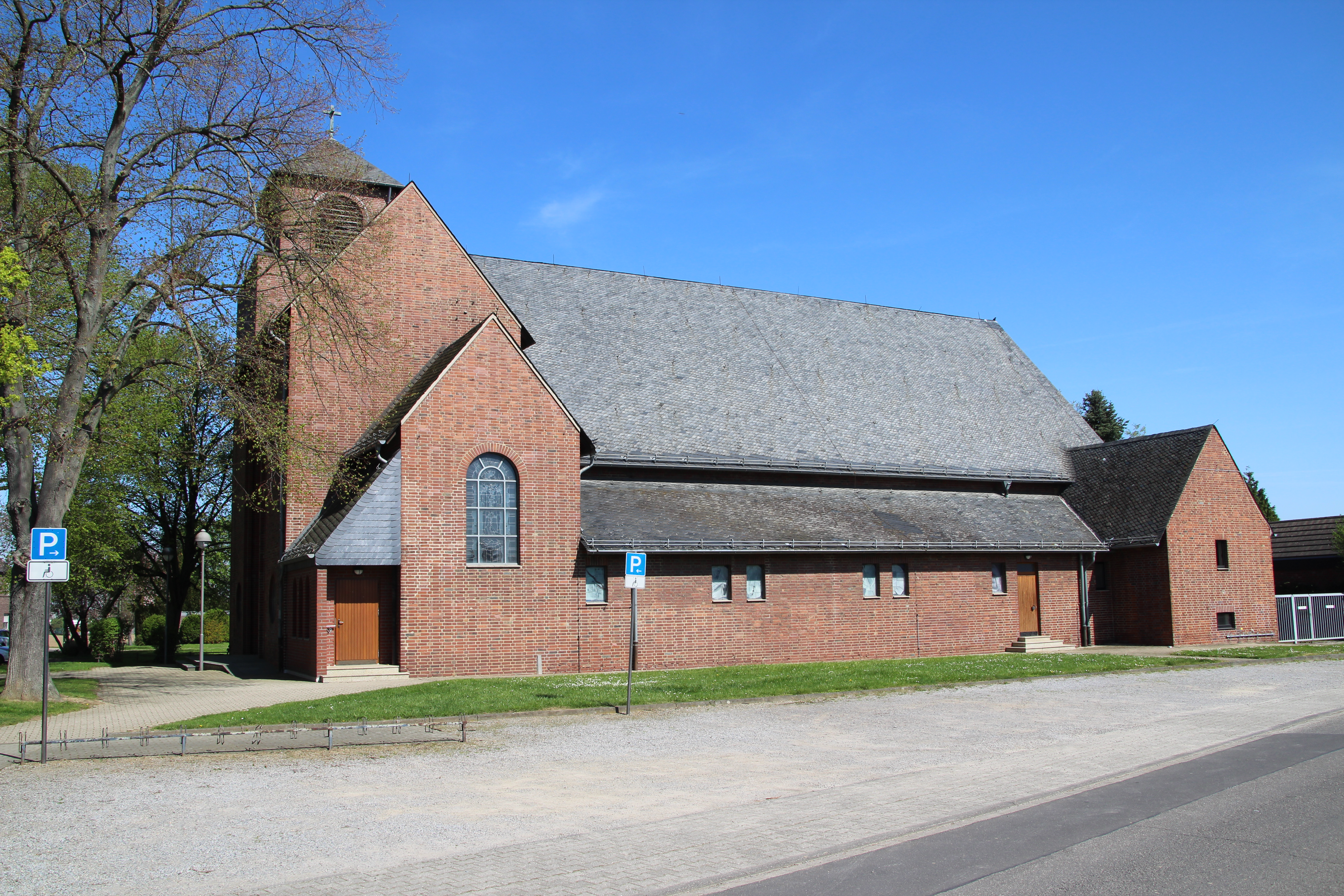
St. Martinus in Schlich

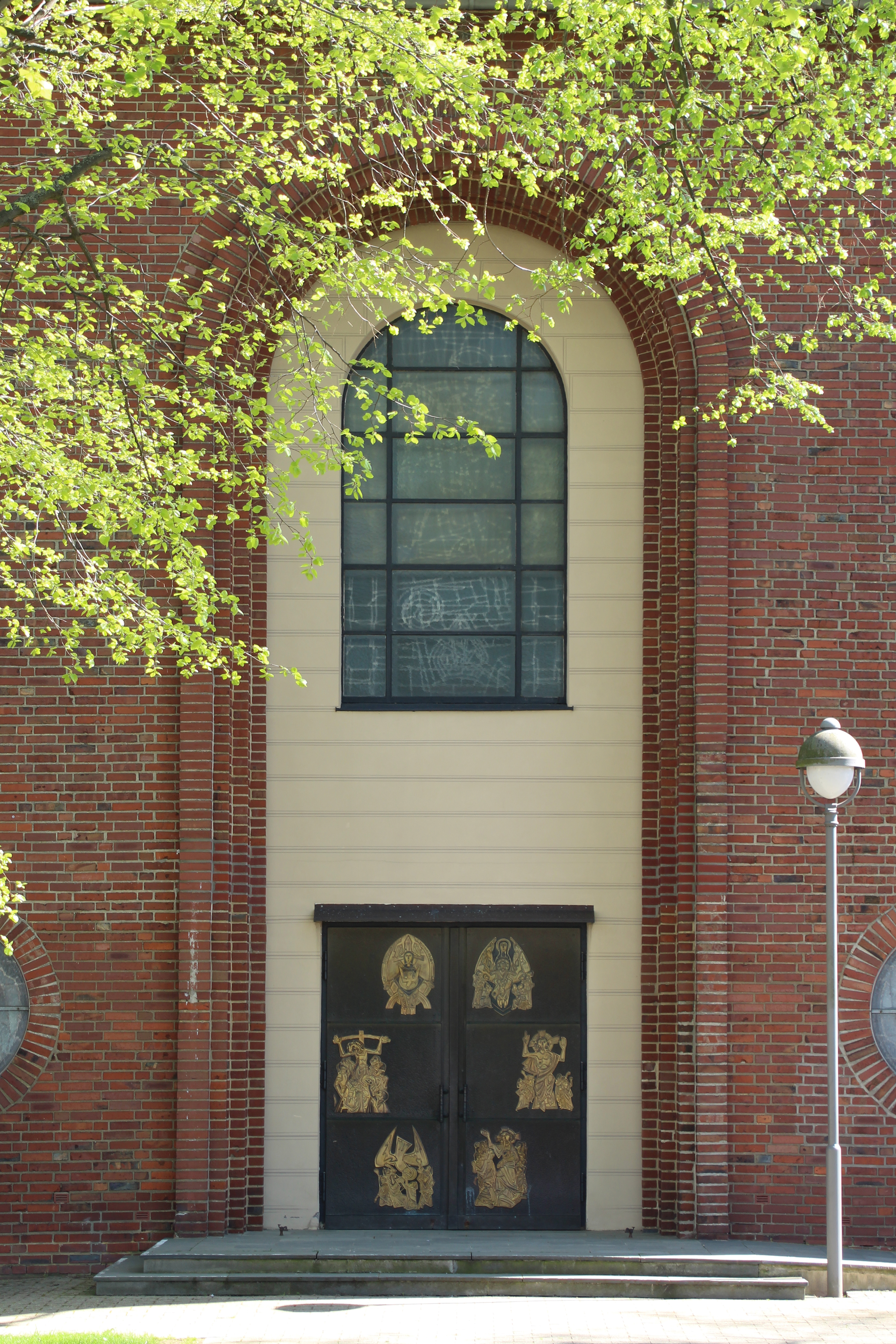
Hauptportal

St. Martinus ist die römisch-katholische Pfarrkirche des Ortsteils Schlich der Gemeinde Langerwehe im Kreis Düren (Nordrhein-Westfalen).

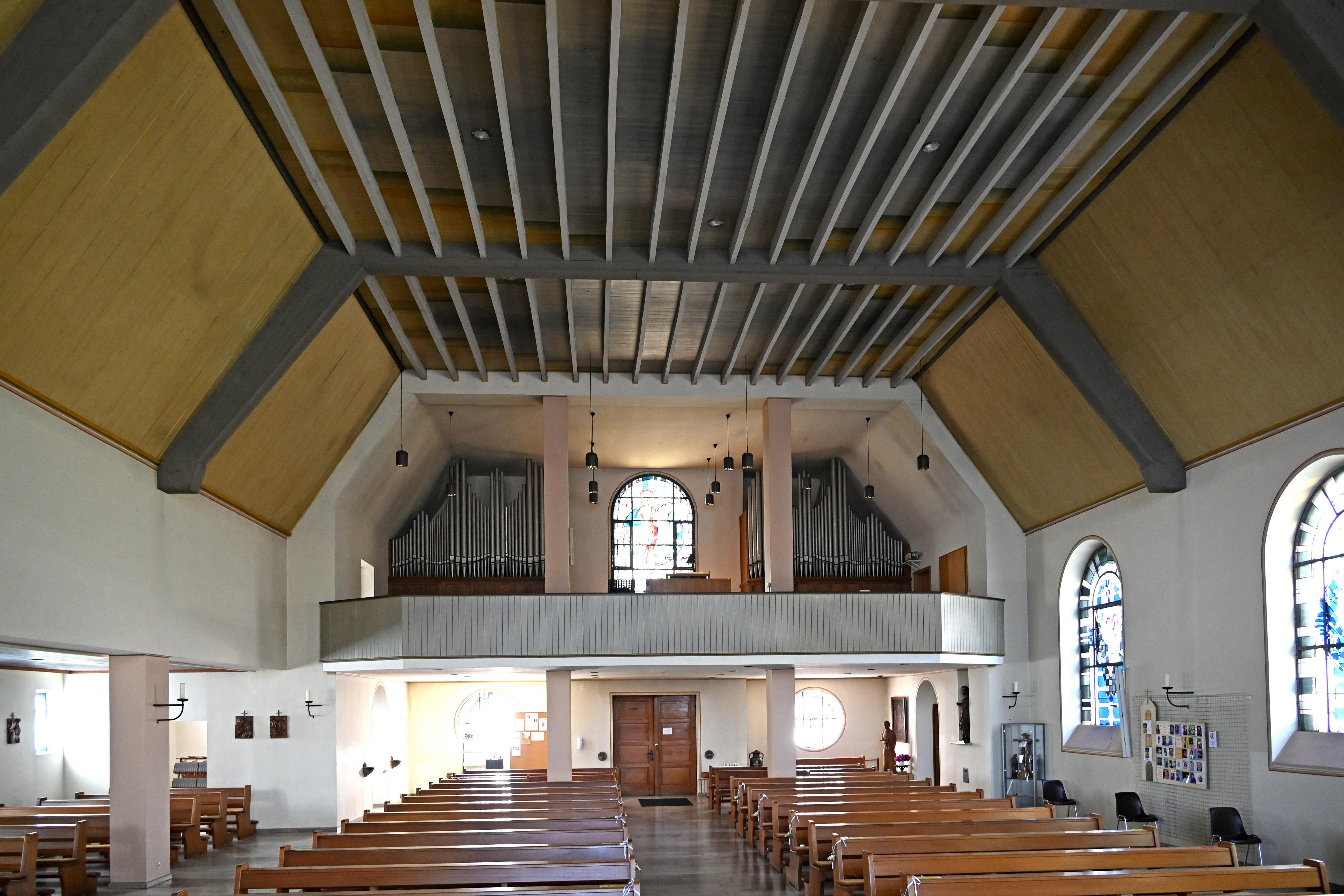
Innenraum, Blick zur Orgelempore

Zur Pfarre gehören die Filialen Obergeich mit der Kapelle zur hl. Bernadette, Merode mit der Schlosskapelle und D’horn. Das Kirchengebäude ist dem hl. Martin von Tours geweiht.

## Lage
Das Kirchengebäude befindet sich an der Ecke Paradiesstraße / Kirchstraße am nördlichen Ortsrand von Schlich direkt am Ortsausgang Richtung D’horn.

## Geschichte
Mindestens bis ins 17. Jahrhundert gehörten Schlich, D’horn, Merode und Obergeich zur Pfarre Echtz. Eine Kapelle in D’horn gab es seit mindestens dem 15. Jahrhundert. Seit Ende 1659 führte D’horn eigene Kirchenbücher, was auf eine gewisse Selbstständigkeit der Gemeinde hindeutet. Ab diesem Zeitpunkt ist auch die St. Martinus-Verehrung nachweisbar. Schon vorher, ab 1659 bis ca. 1911 parallel, bestand ein dem hl. Georg geweihter Altar. Diesem standen zwei Frühmessner vor, die durch eine Stiftung des Wilhelm von Troyen bezahlt wurden. Wann genau D’horn eigenständige Pfarrei wurde, ist nicht bekannt. Im Jahr 1804 war D’horn bereits eigenständige Pfarre.
Im Jahr 1934 wurde die neue Kirche in Schlich Pfarrkirche der Pfarrgemeinde und er Pfarrsitz von D’horn nach Schlich verlegt. Seit dieser Zeit wird die Pfarre häufig mit St. Martinus D’horn zu Schlich bezeichnet.

## Baugeschichte
Die alte Pfarrkirche in D’horn stammte wurde im 14./15. Jahrhundert als einschiffige Saalkirche erbaut. Zwischen den Jahren 1710 und 1720 erhielt die kleine Kirche eine Erweiterung, indem man an die Südseite des Kirchenschiffs ein größeres Schiff setzte, welches nun das Hauptschiff war. Dadurch entstand eine zweischiffige Anlage. 1855 wurde die Pfarrkirche um ein südliches Seitenschiff erweitert, sodass eine dreischiffige Hallenkirche entstand. Dieses Gotteshaus wurde 1944 in Folge des Zweiten Weltkriegs zerstört.
Da die Pfarrkirche in D’horn zu klein geworden war, beschloss man eine neue Pfarrkirche im wesentlich größeren Nachbarort Schlich zu erbauen. Als Bauplatz wurde ein Grundstück direkt am Ortsausgang nach D’horn gewählt, damit der Weg für die D’horner Bevölkerung nicht zu weit ist. So wurde von 1933 bis 1934 die heutige Schlicher Pfarrkirche nach Plänen des Mönchengladbacher Architekten Atta Weichert errichtet. Die Bauausführung lag in Händen des Birkesdorfer Bauunternehmers Hubert Iven. Am 19. März 1934 wurde die neue Pfarrkirche geweiht. Im Zweiten Weltkrieg wurde das Gotteshaus leicht beschädigt.

## Baubeschreibung
St. Martinus ist eine zweischiffige Backsteinhalle mit einem Rechteckchor im Osten und einem Glockenturm an der Nordwest-Ecke. Das Hauptschiff besitzt ein Satteldach, das südliche Seitenschiff ein Pultdach. Der Innenraum wird von flachen Holzdecken überspannt. Die Fenster sind rundbogig.

## Ausstattung
In der Kirche befindet sich eine Orgel der Orgelbauanstalt Karl Bach aus Aachen. Sie wurde 1949 erbaut und 1960 verändert. Das Instrument besitzt 20 Register und einen Freipfeifenprospekt.
Die Fenster der Kirche stammen von unterschiedlichen Künstlern. In den 1970er Jahren schuf Maria Katzgrau einige Fenster. 1998 wurden Fenster von Georg Jansen-Winkeln eingesetzt.

## Pfarrer
Folgende Pfarrer wirkten bislang in der Pfarre Schlich-D’horn als Seelsorger:
- 1818–1868: Martinus Schiffers
- 1868–1887: Joseph Isseler
- 1887–1905: Johannes Schmitz
- 1905–1908: Johannes Bartz
- 1908–1915: Joseph Trockel
- 1915–1924: Johannes Fürdens
- 1924–1941: Josef Ossemann
- 1941–1948: Bruno Selung
- 1948–1982: Heinrich Schmitz
- 1982–1992: Hubert Müllers
- 1992–2001: Heinrich Wolters
- 2002–2003: P. Arnold Teunissen
- 2009–2025: Heinz Portz
- Seit 2025: Klemens Gößmann